# Neuville-sous-Montreuil
Neuville-sous-Montreuil é uma comuna francesa na região administrativa de Altos da França, no departamento de Pas-de-Calais. Estende-se por uma área de 8,82 km². Em 2010 a comuna tinha 655 habitantes (densidade: 74,3 hab./km²).